# Ліщини
Ліщи́н — село в Україні, у Стрийському районі Львівської області. Населення становило 510 осіб у 2022 році. Орган місцевого самоврядування — Ходорівська міська рада. У селі є дерев'яна церква св. Миколая 1669.

## Географія
Через село тече річка Гупалівка, ліва притока Боберки.

## Політика

### Парламентські вибори, 2019
На позачергових парламентських виборах 2019 року у селі функціонувала окрема виборча дільниця № 460326, розташована у приміщенні школи.
Результати
- зареєстровано 376 виборців, явка 65,16%, найбільше голосів віддано за «Слугу народу» — 19,59%, за «Європейську Солідарність» — 19,18%, за «Голос» — 15,10%.[3] В одномандатному окрузі найбільше голосів отримав Андрій Гергерт (Всеукраїнське об'єднання «Свобода») — 47,13%, за Андрія Кота (самовисування) — 26,23%, за Володимира Гаврона (Голос) — 7,79%[4].

## Персоналії
- У місцевій церкві повінчалися Осип-Михайло Шкамбара і двоюрідна сестра Миколи Лебедя Емілія Хемій;
- У селі мешкав Роман Досяк — солдат Збройних сил України, учасник російсько-української війни.